# Solomys salebrosus
Solomys salebrosus is een knaagdier uit het geslacht Solomys dat voorkomt op Bougainville in oostelijk Papoea-Nieuw-Guinea en Choiseul in de noordelijke Salomonseilanden. Daarnaast zijn er fossielen bekend uit Buka, een kleiner eiland bij Bougainville. Er zijn dertig exemplaren bekend. Op Choiseul wordt hij "bogere" genoemd, in het Buin-gebied op Bougainville "kamaide".
Deze soort heeft een bruine rug en korte voeten. De kop-romplengte bedraagt 225 tot 328 mm, de staartlengte 238 tot 250 mm, de achtervoetlengte 47 tot 50,5 mm, de oorlengte 18,4 tot 20,7 mm en het gewicht 290 tot 460 gram.
Solomys ponceleti · Solomys salamonis · Solomys salebrosus · Solomys sapientis · Solomys spriggsarum